# Lantos Béla
Lantos Béla, Lichtmann Béla Károly (Budapest, Ferencváros, 1904. szeptember 16. – Budapest, 1957. május 19.) költő, író, dramaturg. Felesége Faragó Ibolya (1915–1964) zongoraművésznő.

## Élete
Lichtmann Kristóf (1870–1929) pénzbeszedő, ügynök és Unger Gizella (1878–1941) varrónő gyermekeként született izraelita családban. Polgári foglalkozása vasmunkás volt. 1921-től jelentek meg versei és novellái napilapokban és folyóiratokban. Kassák Lajos Munka-Köréhez  tartozott. Első verseskötetéhez Kassák írt előszót. 1922-ben belépett a Szociáldemokrata Párt tagjainak sorába, Mónus Illés barátja és pártfogoltja volt. Versei szerepeltek az SZDP szavalókörök műsorán, több alkalommal fellépett a Zeneakadémia nagytermében saját szerzői estjével. 1925–26-ban Jugoszláviában, Franciaországban és Spanyolországban vállalt munkát. A második világháború alatt zsidó származása miatt munkaszolgálatra vitték, majd hadifogságba esett a Szovjetunióban. Hazatérése után, 1947-től nem publikált. Az Isten arcától balra című verseskötete kéziratban maradt. Utolsó éveiben az Állami Faluszínház dramaturgjaként dolgozott.
A Kozma utcai izraelita temetőben helyezték végső nyugalomra (22-24-34).

## Művei
- És élet csókold meg őt! (versek, Kassák Lajos előszavával, Budapest, 1927)
- Gyere, te szomjas (versek Henri Barbusse előszavával, Budapest, 1928)
- Furcsa könyv (novellák, Budapest, 1929)